# Ярналл, Селеста
Селеста Джин Ярналл (англ. Celeste Jeanne Yarnall, 26 июля 1944 – 7 октября 2018) — американская актриса.

## Карьера
Она родилась в Лонг-Бич, Калифорния. В 1962 году была приглашена Оззи Нельсоном и его сыном Рикки и появилась в их шоу «Приключения Оззи и Харриет». Она была названа мисс Рейнгольд 1964 (последний человек, носивший этот титул) во время работы моделью и появления в телевизионной рекламе. Она дебютировала в кино в фильме «Чокнутый профессор» (1963), а после появления на Каннском кинофестивале 1967 года была замечена продюсером Гарри Аланом Тауэрсом, который пригласил её на главную роль в своем фильме «Ева». Она также появилась в роли Королевы крика, которую мучает безголовый монстр в фильме ужасов «Кровавый зверь»(1971).
Ярналл была известна своей ролью старшины Марты Лэндон в эпизоде оригинального сериала «Звёздный путь: Оригинальный сериал» (1967), персонажа, к которому она вернется в фанатском фильме «Звёздный путь людей и богов» (2006). Она получила небольшую роль тусовщицы в блестящем серебристом мини-платье и короткой белой шубе, которая привлекает внимание Элвиса Пресли и побуждает его спеть «A Little Less Conversation» в фильме «Немного жизни, немного любви» (1968). После того, как она посетила Каннский кинофестиваль в 1968 году, Национальная ассоциация владельцев театров назвала её самой многообещающей новой звездой 1968 года, а иностранная пресса назвала её самой фотогеничной красавицей года. В 1971 году она снялась в роли вампира в малобюджетном фильме Стефани Ротман «Бархатный вампир».
Когда её актёрская карьера пошла на спад, Ярналл начала работать в сфере недвижимости. Несмотря на предупреждения об ограниченных возможностях для успеха, за первый год работы в фирме по продаже недвижимости она заработала шестизначный доход. К 1982 году она владела компанией Celeste Yarnall & Associates, которую синдицированный обозреватель назвал одной из ведущих фирм по продаже офисной недвижимости в Лос-Анджелесе.
В 1998 году Ярналл получила докторскую степень в области питания, после чего преподавала диетологию в Тихоокеанском Западном университете. Она также стала заводчиком тонкинских кошек и написала две книги: «Естественный уход за собаками: Полное руководство по холистическому уходу за собаками» и «Естественный уход за кошками: Полное руководство по холистическому уходу за кошками».

## Личная жизнь
Ярналл была замужем за Шелдоном Сильверстайном с 1964 по 1970 год, у них родилась дочь Камилла Ярналл (1970 г.р.). С 1979 по 1990 год была замужем за Робертом Колманом. 2 июля 2010 года она вышла замуж за британского художника Назима в Вентуре, Калифорния.

## Смерть
Ярналл умерла в Уэстлейк-Виллидж, штат Калифорния, 7 октября 2018 года в возрасте 74 лет от рака яичников, который был диагностирован у неё в 2014.